# Suiseki
Suiseki (jap. 水石 woda i kamień, staw i kamienie ogrodowe) – (1) kamienie umieszczane w misach z wodą lub na tacach, wykorzystywane w sztuce ikebany i bonsai, (2) pochodząca z Chin, japońska sztuka artystycznego eksponowania kamieni i skał, które swoim kształtem przypominają postacie, zwierzęta, owady, krajobrazy, przedmioty.
Słowo suiseki jest skrótem od sansui-keiseki (山水景石), co oznacza „kamienie przedstawiające naturalny krajobraz”. Suiseki pozwala zobaczyć i poczuć naturę w skali tak dużej, jak cały wszechświat, oglądając pojedynczy kamień. Suiseki i bonsai wspierają się i uzupełniają. Suiseki wyraża esencję japońskiej estetyki. 

## Rodzaje suiseki
Zmieniająca się przez lata klasyfikacja kamieni dzieli je według różnych kryteriów. Według Japońskiego Stowarzyszenia Suiseki (Nippon Suiseki Association), dzieli się je następująco (kilka przykładów):
- tōyama-ishi – przypominają góry w oddali;
- shimagata-ishi – mają kształt wysp;
- iwagata-ishi – odwzorowują nadmorskie skały;
- taki-ishi – pokazują górskie wodospady;
- kuzuya-ishi – przypominają wiejskie chaty;
- sugata-ishi – oddają kształty świętych, ludzkich postaci, zwierząt.

## Galeria

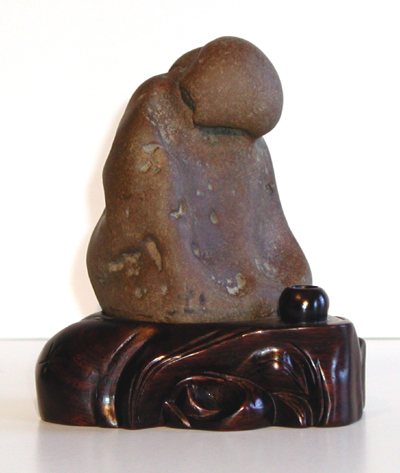
Suiseki, sugata-ishi
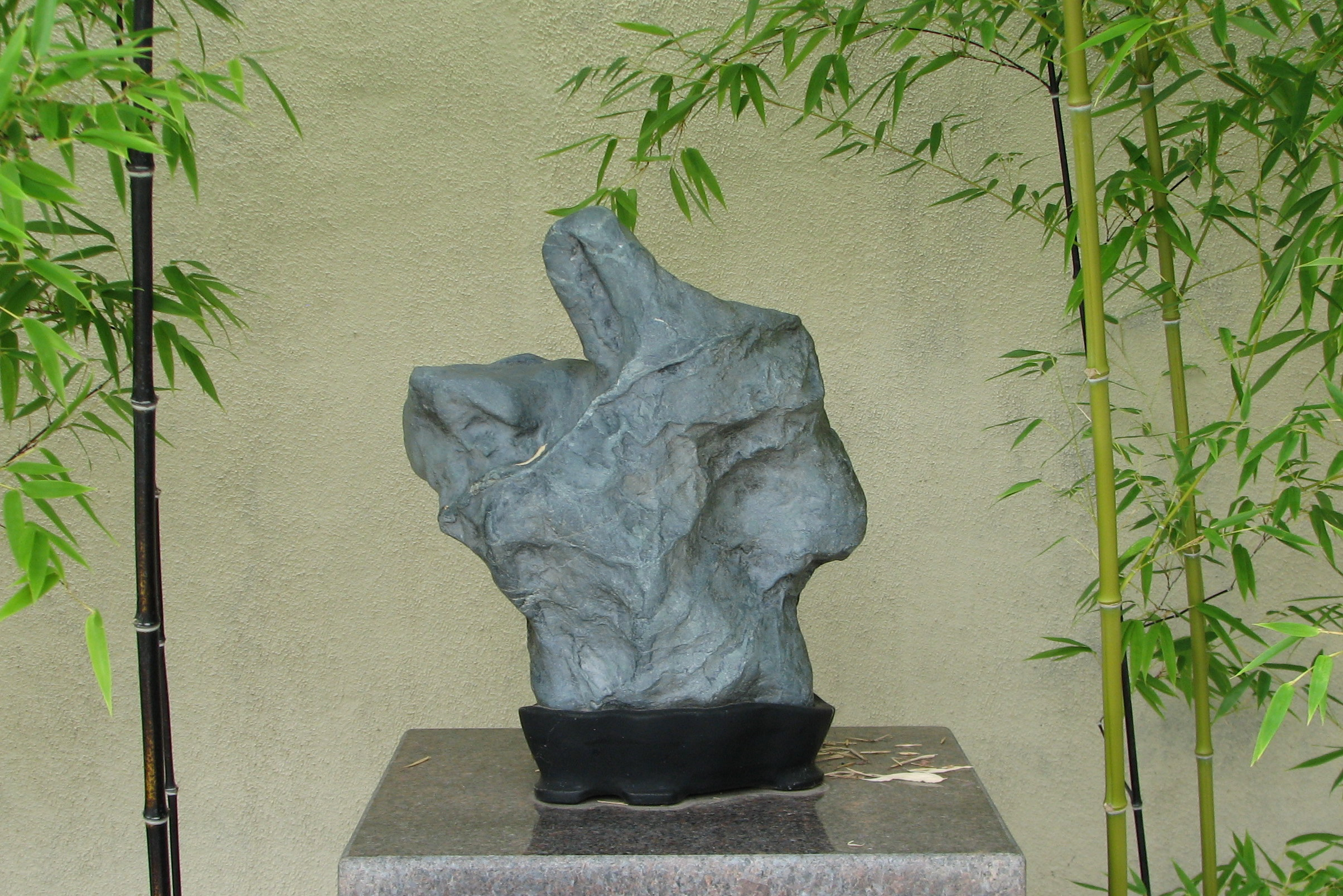
Suiseki i bambusy (kamień uczonego)
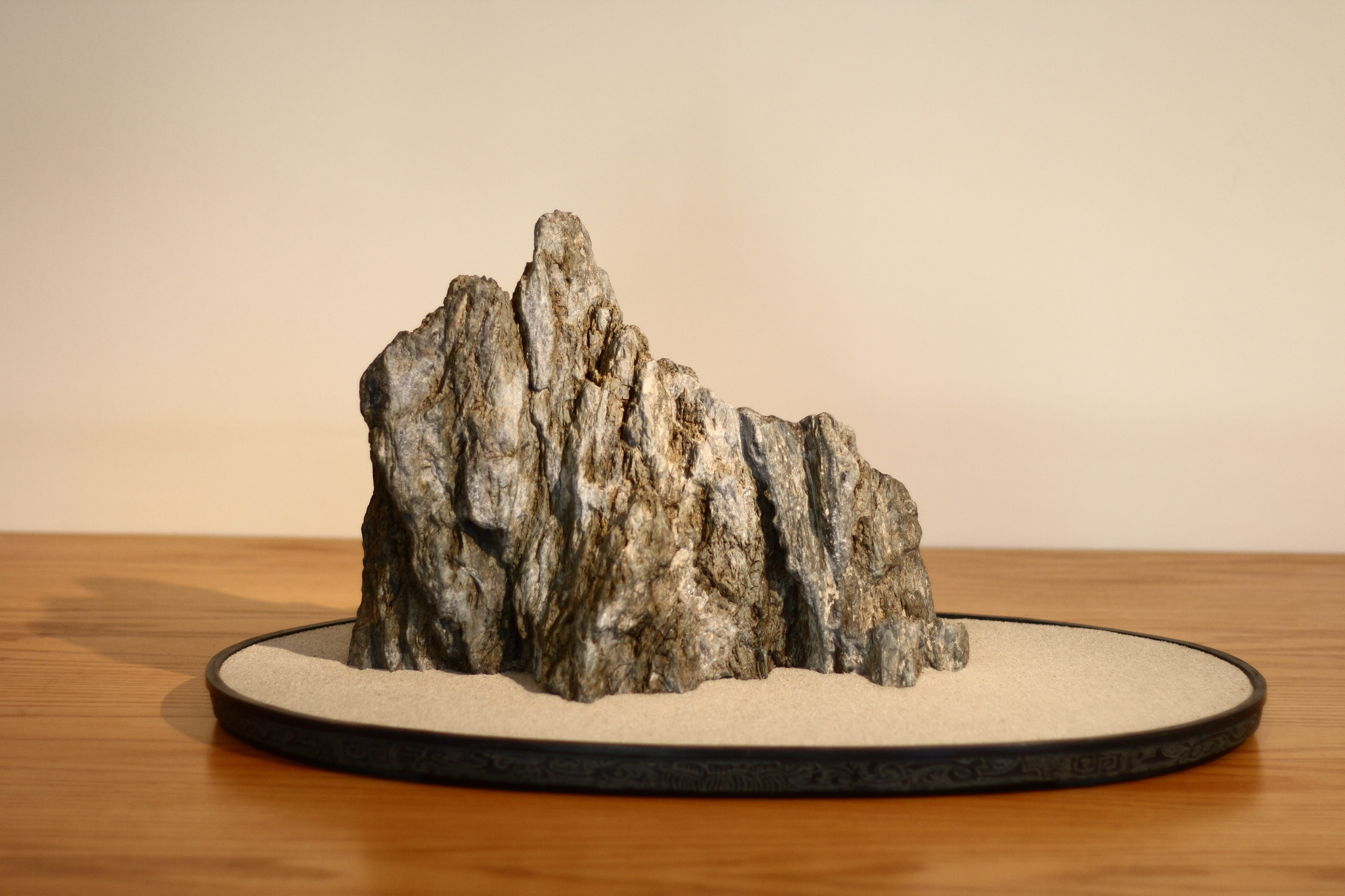
Przylądek San Martin w Kalifornii
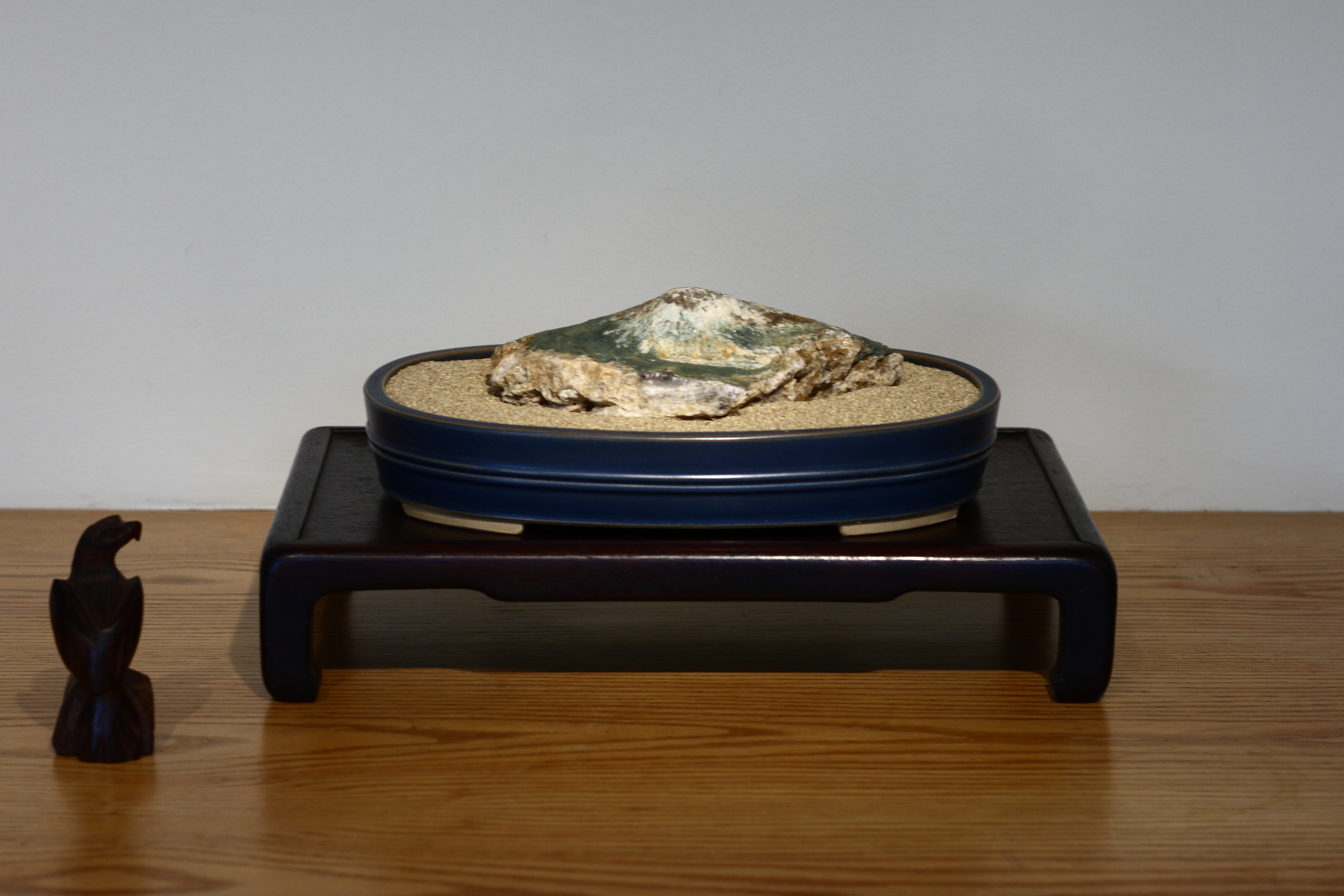
Góra Fuji widziana poprzez chmury